# ديون لوبي
ديون لوبي (بالفرنسية: Dion Lopy)‏ هو لاعب كرة قدم سنغالي في مركز الوسط، ولد في 2 فبراير 2002 في داكار في السنغال.

## وصلات خارجية
- ديون لوبي على موقع قاعدة بيانات كرة القدم.إي يو (الإنجليزية)
- ديون لوبي على موقع ناشيونال فوتبول تيمز (الإنجليزية)
- ديون لوبي على موقع Soccerway.com (الإنجليزية)
- ديون لوبي على موقع عالم كرة القدم.نت (الإنجليزية)